# Heliosismología

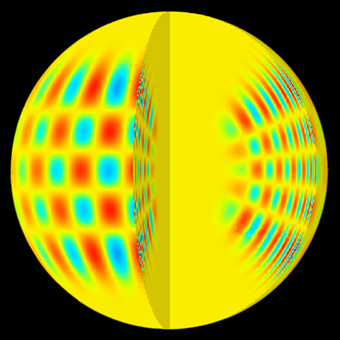
Imagen generada por ordenador mostrando las oscilaciones acústicas de un modo-p del Sol tanto en su interior como en la superficie. Este modo viene caracterizado por los números l=20, m=16 y n=14.

La heliosismología es el estudio de las oscilaciones que se producen en la superficie del Sol. Se trata de ondas de presión generadas por la turbulencia de la superficie solar y amplificadas por medio de interferencias constructivas. 
Las oscilaciones solares pueden estudiarse por medio del efecto Doppler de las líneas de emisión de la fotosfera solar. Consideremos un perfil de intensidad de una línea de emisión, si el material del cual emite esta línea se aleja del observador, la línea tendrá corrimiento hacia el rojo y corrimiento hacia el azul si esta se acerca, este efecto se puede utilizar para producir imágenes de la velocidad de la superficie solar.
Los cambios en la propagación de estas ondas de presión permiten revelar información sobre la estructura de densidad del interior solar. Dada la geometría esférica del Sol los modos de vibración solares pueden expresarse matemáticamente por medio de armónicos esféricos.
Las ondas que se propagan desde el interior del Sol hasta la superficie son reflejadas en la superficie. Imaginemos una onda perpendicular a la superficie del Sol que viaja hacia el centro, a medida que la onda se desplaza hacia el interior, la temperatura aumenta y la onda se refracta progresivamente alejándose de la normal hasta que se da la vuelta y regresa a la superficie. En la superficie del Sol la fuerte densidad provoca la posterior reflexión y la onda se dirige de nuevo hacia el interior, con lo que el Sol es como una cavidad resonante.
El nombre de esta disciplina deriva del estudio similar que se puede hacer de la estructura terrestre interna por medio de ondas de presión producidas en los sismos.

## Tipos de oscilaciones solares

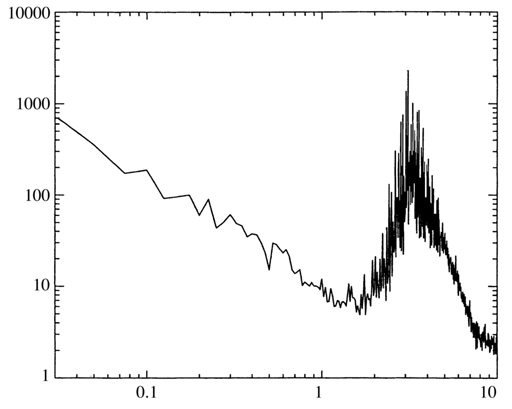
Espectro solar de baja resolución obtenido por el instrumento GOLF entre 19 de febrero y el 25 de marzo de 1996. El eje horizontal representa la frecuencia en mHz y el vertical la densidad de potencia. Los "5 minutos de oscilación" son la serie de líneas de modo p a la derecha entre los 2 y los 7 milihercios aproximadamente.

Los modos de oscilación de una estrella se dividen en tres categorías principales: modos acústicos, de gravedad y modos de ondas de gravedad superficiales.
- Modos p. Ondas acústicas en los que la presión actúa como fuerza restauradora, de aquí el nombre "p". Su dinámica está determinada por la variación en profundidad de la velocidad del sonido en el interior de la estrella. En el Sol las oscilaciones de los modos p tienen frecuencias características mayores de 1 mHz y son especialmente intensas en el rango de los 2-4 mHz lo que se corresponde con las "oscilaciones solares de 5 minutos" (frecuencia 3.33 mHz).
- Modos g. Ondas de gravedad en los que la densidad varía con la gravedad actuando como fuerza restauradora, de aquí el nombre "g". Los modos de vibración g están caracterizados por bajas frecuencias (0.4 mHz). Estos modos de oscilación están confinados al interior solar por lo que son prácticamente inobservables.
- Modos f. Ondas superficiales de gravedad. Similares a los anteriores pero cerca de la superficie solar.